# Marcèu Esquieu
Marcèu Esquieu (Nadalia, Nautafaja la Tor, 19 de març de 1931 - 2 de gener de 2015) era un escriptor, poeta i narrador occità.

## Biografia
Ha treballat com a professor de literatura clàssica i d'occità a Vilanuèva d'Òlt de 1957 a 1992, que ha compaginat amb la seva tasca d'escriptor en varietat de registres. El 1973 fou un dels animadors de l'Escòla Occitana d'Estiu amb els seus amics Cristian Rapin i Joan Rigosta; alhora, transformà l'escola de la vila de Picapol en un centre cultural occità permanent. També ha promocionat edicions d'autors occitans com Jasmin, Pau Froment (1875-1898) o Arnau Daubasse.
Així mateix ha participat en nombroses emissions pedagògiques de televisió sobre l'occità (Parlar occitan), produïdes per FR3 Aquitaine de 1983 a 1985. També ha estat autor dels texts de la sèrie Istòrias d'Aquitania (1985) i lletres per a cançons que han interpretat cantants com Jacmelina, Eric Fraj o Bernat Dauphiné.
Tota la seva obra personal (novel·les, narracions, records, teatre, poesia) ha estat recollida a nombroses publicacions, com a Camins d'Estiu, butlletí de l'Escòla occitana. Actualment, la seva obra ha estat reagrupada per l'Institut d'Estudis Occitans.
Un altre aspecte essencial de l'obra d'Esquieu és la tendència a l'oralitat: és un rondallaire que realitza gires per les escoles de nombrosos indrets d'arreu d'Occitània, amb Teresa Duverger. Ha realitzat nombrosos CD a partir de les seves creacions orals (Contes de las Doas Bocas, Nuèit contarèla, etc.).

## Obres
Prosa i poesia :
- Una cançon que monta de la tèrra, Forra-Borra, 1971.
- Cançons pels drollets, Forra-Borra, 1972.
- La còsta de Pujòls, quasernet Forra Borra, 1973.
- A mots menuts, Forra-Borra, 1974.
- Tendre Potache, Forra Borra, 1974.
- Mas cançons, quasernet Forra-Borra, 1975.
- L'agram forcut, Forra Borra, 1976.
- Un biais de dire, E.O.E., 1977.
- Calabrun, còmic, amb C. Rapin, dibuix de B. Ciochetti, Cap-e-Cap, 1975.
- Cadastre; Forra-Borra, 1978.
- Agenais Occitan, 1050-1978, amb J Rigousta i C. Rapin, E.O.E., 1978.
- Lo libre de Paul Froment, 2 vol., E.O.E., 1986, 1988.
- E nos fotèm d'èstre mortals !, il·lustrations de Jean-Claude Pertuzé, I.E.O, A TOTS, 1990.
- Contes à deux voix, E.O.E., 1992.
- Contes de las doas Bocas, CRDP, Tolosa, 1993.
- Òbras complètas, Institut d'Estudis Occitans :

Dels camins bartassièrs (Pròsa), 2003
Mos Trastèls (Òbra teatrala)
Talveradas (Pròsa), 2004
De Cric a Crac (Òbra contada)
Sembla Vida (Òbra poetica)
Teatre :
- La television, operà bofanaire, música de Pèire Capdeville, Forra Borra, 1971.
- Viva El !, farcejada electorala e republicana, Forra Borra, 1974.
- A la Velhada : comedia dramatica, Forra Borra, 1975.
- Para la clòsca, o la grèfa de cervèl !, farcejada, Forra Borra, 1975.
- La patacada, o lo Cid occitan, Forra Borra, 1982.
- Ò ! Alienòr, o la republica de Picapoul, Forra Borra, 1983.
- Lo mal de Siset, farcejada medicala, Camins d'Estiu, FR3, 1985.
- Ravalhac, farcejada istoric, FR3, 1986.

Col·laboracions a revistes :
- Articles et communications dans : Autrement, Per Noste, Òc, L'Esquilon, Sud-Ouest, Cahiers d'Études Cathares…

Discs :
- Jansemin, letra a Silvan Dumont, Mos Sovenirs, Cap-e-Cap, 1972.
- Un biais de dire, Revolum, 1979.
- Jansemin-Esquieu, Revolum, 1981.
- Mos sovenirs-Letra a S. Dumon, Revolum, 1982.
- Contes de las doas bocas, amb Teresa Duverger, CRDP, Tolosa, 1993.
- Nuèit contarèla, amb Teresa Duverger, 1996.

Televisió :
- Parlar occitan, en col·laboració amb l'equip pedagògic, 75 emissions.
- Istòrias d'Aquitania, amb Jacmelina, Bernat, E. Fraj i J.C. Pertuzé, Joan lo Bracièr de Pena, L'imprevist de Biron, La domaisèla, Amor de luenh. FR3-Aquitaine, 1985-1987.

Animacions :
- des de 1960, animacions i vetllades, partout en Occitanie.
- des de 1988, Contes de las doas bocas, vetllades-contes, amb Teresa Duverger.
- des de 1993, animacions occitanes per les classes : Las Asenadas de Batiston.
- 40 cançons interpretades per : Gui Corrèjas-Clerc, Peir-Andreu Delbeau, Josiana Vincenzutto, Eric Fraj, Jacmelina, Latornariá, Los de Larvath, Paraula…

Altres activitats occitanistes :
- cofundador president : Premi pan-occità Paul Froment, Pena d'Agenés, després 1972.
- cofundador i president de l'Escòla occitana d'Estiu, 1974-1995.
- director del Centre cultural occitan de Picapol 47340 Auta Faja e la Tor.
- redactor en cap : Camins d'Estiu, 1975 a 1996.
- antic membre del consell de l'I.E.O.
- premi Jansemin d'Argent, 1975, Premi August Forés, 1988, Jocs florals de Tolosa.
- responsable d'edicions Forra-Borra i E.O.E., 245 títols apareguts de 1971 a 1996.